# Fuchsia ravenii
Fuchsia ravenii là một loài thực vật có hoa trong họ Anh thảo chiều. Loài này được Breedlove mô tả khoa học đầu tiên năm 1969.